# Chris Wingert
Chris Wingert (* 16. Juni 1982 in Babylon, New York) ist ein US-amerikanischer Fußballspieler.
Der Verteidiger spielt ab der MLS-Saison 2015 für den New York City FC.

## Karriere

### College
Wingert besuchte die St. John the Baptist Diocesan High School in West Islip, New York. 2000 wechselte er an die St. John’s University in New York City, wo er College Soccer für die dortige College-Mannschaft St. John’s Red Storm spielte. 2003 gewann er die Hermann Trophy als bester College-Spieler der USA.
Neben dem College spielte er für die ehemalige Fußballmannschaft Brooklyn Knights in der USL Premier Development League.

### Profi
Im MLS SuperDraft 2004 wurde Wingert von der Columbus Crew in der zweiten Runde an 12. Stelle ausgewählt. In den kommenden zwei Jahren konnte er sich bei der Crew durchsetzen und war vielseitig in der Abwehr und im defensiven Mittelfeld einsetzbar. Am 20. Januar 2006 wurden Wingert und sein Mannschaftskollege Matt Jordan im Austausch für weitere Draftplätze zu den Colorado Rapids transferiert. Nach zwei Jahren wechselte er erneut und zwar zu Real Salt Lake. Dort spielte er die nächsten sieben Jahre.
Am Ende der Saison 2014 kam Wingert in den MLS Expansion Draft für den New York City FC. Er wurde ausgewählt und spielt ab der Saison 2015 für das neue Franchise der Major League Soccer.

### Nationalmannschaft
Am 24. Januar 2009 absolvierte Wingert im Spiel gegen Schweden sein erstes Länderspiel.